# Dyskografia Alizée
Dyskografia Alizée – dyskografia francuskiej piosenkarki popowej Alizée. Obejmuje ona 6 albumów studyjnych, 1 album koncertowy oraz 16 singli.

## Albumy
| 2000                           | Gourmandises - Data: 28 listopada 2000 - Wydawca: Polydor Records         | 1  | –  | 40 | 36 | 26 | 13 | 29 |
| 2003                           | Mes Courants Électriques - Data: 18 marca 2003 - Wydawca: Polydor Records | 2  | –  | –  | –  | –  | 41 | 26 |
| 2007                           | Psychédélices - Data: 3 grudnia 2007 - Wydawca: RCA Records               | 16 | 15 | –  | –  | –  | 24 | –  |
| 2010                           | Une enfant du siècle - Data: 29 marca 2010 - Wydawca: Jive Epic           | 24 | 22 | –  | –  | –  | –  | –  |
| 2013                           | 5 - Data: 25 marca 2013 - Wydawca: Jive Epic                              | 25 | 46 | –  | –  | –  | –  | –  |
| 2014                           | Blonde - Data: 23 czerwca 2014 - Wydawca: Jive Epic                       | 20 | 51 | –  | –  | –  | –  | –  |
| „–” pozycja nie była notowana. |                                                                           |    |    |    |    |    |    |    |

## Albumy koncertowe
| Rok  | Tytuł                                                                                       | Pozycja na liście | Pozycja na liście |
| Rok  | Tytuł                                                                                       | FRA               | Mex               |
| ---- | ------------------------------------------------------------------------------------------- | ----------------- | ----------------- |
| 2004 | Alizée En Concert - Data: 18 października 2004 - Wydawca: Polydor Records - Format: DVD, CD | 38                | 8                 |

## Kompilacje
| Rok  | Tytuł                                                                      | Pozycja na liście |
| Rok  | Tytuł                                                                      | Mex               |
| ---- | -------------------------------------------------------------------------- | ----------------- |
| 2007 | Tout Alizée - Data: 10 grudnia 2007 - Wydawca: Universal - Format: DVD, CD | 22                |

## Single
| Rok  | Tytuł                            | Klasyfikacja | Klasyfikacja | Klasyfikacja | Klasyfikacja | Klasyfikacja | Klasyfikacja | Klasyfikacja | Klasyfikacja | Klasyfikacja | Klasyfikacja | Klasyfikacja | Klasyfikacja | Klasyfikacja | Klasyfikacja | Klasyfikacja | Klasyfikacja | Klasyfikacja | Klasyfikacja | Album                    |
| Rok  | Tytuł                            | EU           | AT           | BE           | DK           | UK           | FR           | DE           | IL           | IT           | JP           | NL           | ES           | CH           | SV           | RU           | CZ           | PL           | MEX          | Album                    |
| ---- | -------------------------------- | ------------ | ------------ | ------------ | ------------ | ------------ | ------------ | ------------ | ------------ | ------------ | ------------ | ------------ | ------------ | ------------ | ------------ | ------------ | ------------ | ------------ | ------------ | ------------------------ |
| 2000 | „Moi... Lolita”                  | 31           | 5            | 2            | 9            | 9            | 2            | 5            | 1            | 1            | 1            | 2            | 1            | 11           | 52           | –            | –            | 2            | –            | Gourmandises             |
| 2000 | „L’Alizé”                        | –            | 52           | 5            | –            | –            | 1            | 43           | 21           | –            | –            | 63           | –            | 23           | –            | –            | –            | 9            | –            | Gourmandises             |
| 2001 | „Parler tout bas”                | –            | –            | 15           | –            | –            | 12           | –            | –            | –            | –            | –            | –            | –            | –            | –            | –            | –            | –            | Gourmandises             |
| 2001 | „Gourmandises”                   | –            | –            | 21           | –            | –            | 14           | –            | –            | –            | –            | –            | –            | 70           | –            | –            | –            | –            | –            | Gourmandises             |
| 2003 | „J’en ai marre”                  | 12           | 43           | 5            | –            | –            | 4            | 21           | 2            | 32           | 2            | 35           | 11           | 5            | 57           | –            | –            | 3            | –            | Mes Courants Électriques |
| 2003 | „J’ai pas vingt ans”             | –            | 60           | 20           | –            | –            | 17           | 59           | 15           | –            | –            | –            | –            | 60           | –            | –            | 14           | 5            | –            | Mes Courants Électriques |
| 2003 | „À contre-courant”               | 71           | –            | 20           | –            | –            | 22           | –            | 19           | –            | –            | –            | –            | 64           | –            | 61           | 79           | 18           | –            | Mes Courants Électriques |
| 2007 | „Mademoiselle Juliette”          | 151          | –            | –            | –            | –            | 22           | –            | –            | –            | –            | –            | –            | –            | –            | 44           | –            | –            | 49           | Psychédélices            |
| 2008 | „Fifty-Sixty”                    | –            | –            | –            | –            | –            | –            | –            | –            | –            | –            | –            | –            | –            | –            | 179          | –            | –            | 65           | Psychédélices            |
| 2010 | „Les Collines (Never leave you)” | –            | –            | –            | –            | –            | –            | –            | –            | –            | –            | –            | –            | –            | –            | –            | –            | –            | –            | Une enfant du siècle     |
| 2012 | „A cause de l’automne”           | –            | –            | –            | –            | –            | 131          | –            | –            | –            | –            | –            | –            | –            | –            | –            | –            | 92           | –            | 5                        |
| 2013 | „Je veux bien”                   | –            | –            | –            | –            | –            | –            | –            | –            | –            | –            | –            | –            | –            | –            | –            | –            | –            | –            | 5                        |
| 2014 | „Blonde”                         | –            | –            | –            | –            | –            | 63           | –            | –            | –            | –            | –            | –            | –            | –            | –            | –            | –            | –            | Blonde                   |
| 2014 | „Alcaline”                       | –            | –            | –            | –            | –            | 172          | –            | –            | –            | –            | –            | –            | –            | –            | –            | –            | –            | –            | Blonde                   |